# متنزه ناندا ديفي الوطني
ناندا ديفي: حديقة وطنية أنشئت في عام 1982، وهي تقع في جميع أنحاء ذروة جبال ناندا ديفي (7816 م) في ولاية أوتاراخند في شمال الهند بالقرب من منتزة زادي الزهور الوطنية في الشمال الغربي من الهند، أدرجت الحديقة كأحد مواقع التراث العالمي من قبل منظمة اليونسكو في عام 1988.
تغطي حديقة ناندا ديفي الوطنية مساحة قدرها (243.37 ميل مربع)، (630.3 كيلومتر مربع)، بجانب وادي الزهور ويبلغ مجموع مساحة المحمية الطبيعية للحديقة ومحمية حديقة وادي الزهور ( 2,236.74 كيلومتر مربع) أي ما يعادل (863.61 ميل مربع)، ويحيط بهما منطقة عازلة لتصل إجمالي المساحة إلى (5،148.57 كيلومتر مربع)،(1،987.87 ميل مربع). وهذا الرقم حسب شبكة اليونسكو العالمية لمحميات المحيط الحيوي منذ عام 2004.

## وصلات خارجية
- Nanda Devi Information  – web site of the local community
- United Nations Environment Programme
- The Encyclopedia of Earth